# グルービング工法

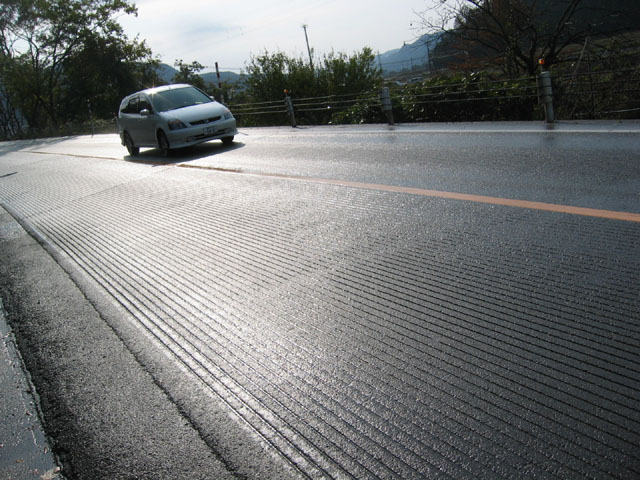
グルービング工法（縦溝）が施された路面

グルービング工法（グルービングこうほう）は、道路や滑走路の路面に溝を刻む工法。

## 道路
道路におけるグルービング舗装は「安全溝設置工」とも呼ばれ、路面のすべり抵抗性や排水能力を大きくさせてハイドロプレーニング現象によるスリップ事故を防止する。舗装路面に幅3 - 4 mm、深さ3 - 4mmの溝を15 - 25 mm間隔で道路延長方向または横断方向に切削する。切削にはダイヤモンドカッターを多数装備した専用の切削用の機械が用いられる。
タイヤの接地面積が溝の幅だけ減るため滑りやすくなる、またはタイヤが溝にはまってふらつきが発生することがある。道路管理者が行う対策として注意喚起や溝の位置の調整が行われているものの、二輪の運転者はスピードを抑制して走行することが望ましい。一方で、ドリフト走行を抑止し、ローリング族などの暴走行為を排除する目的で応用されることがある。
グルービング舗装を応用して、走行すると音楽が流れるメロディーロードを構築することもできる。

## 滑走路
航空機の滑走路で用いられるグルービングは路面の水を速やかに排除することでハイドロプレーニング現象を防止し、航空機の離着陸時にタイヤと路面との摩擦係数を高めることでグリップ力を高めて制動距離を短縮させる役割を持つ。
空港舗装のグルービングは幅6 mm、間隔32 mmとなっている。また、施工する機械は幅6 mm、直径305 mmのダイヤモンドブレードが複数枚装着したものが用いられ、切削刃の冷却に水を用いる湿式グルーバーと圧縮空気を吹き付ける乾式グルーバーに分かれる。切削屑はいずれもバキューム装置で収集する。
航空機の離着陸ではタイヤゴムが舗装面に焼き付き、グルービングの目詰まりを起こすことがある。この時、49 MPa（メガパスカル）の超高圧水を噴射して粉砕させ、粉砕したゴムと汚泥水を外部に漏らさず直接吸引しながら走行施工するスーパーウォーターブラスト工法が一般的である。